# Heikegani
Heikeopsis japonica
Espèce
Le heikegani (平家蟹, ヘイケガニ) (Heikeopsis japonica) est une espèce de crabes de la famille des Dorippidae.

## Distribution
Cette espèce se rencontre au Japon.

## Description
Sa carapace porte un motif ressemblant à un visage humain. Une croyance locale affirme que ces crabes sont la réincarnation de l'esprit des guerriers Taira (平, ou Heike suivant la lecture chinoise du caractère) vaincus en 1185 lors de la bataille de Dan-no-ura, décrite dans le Heike monogatari.

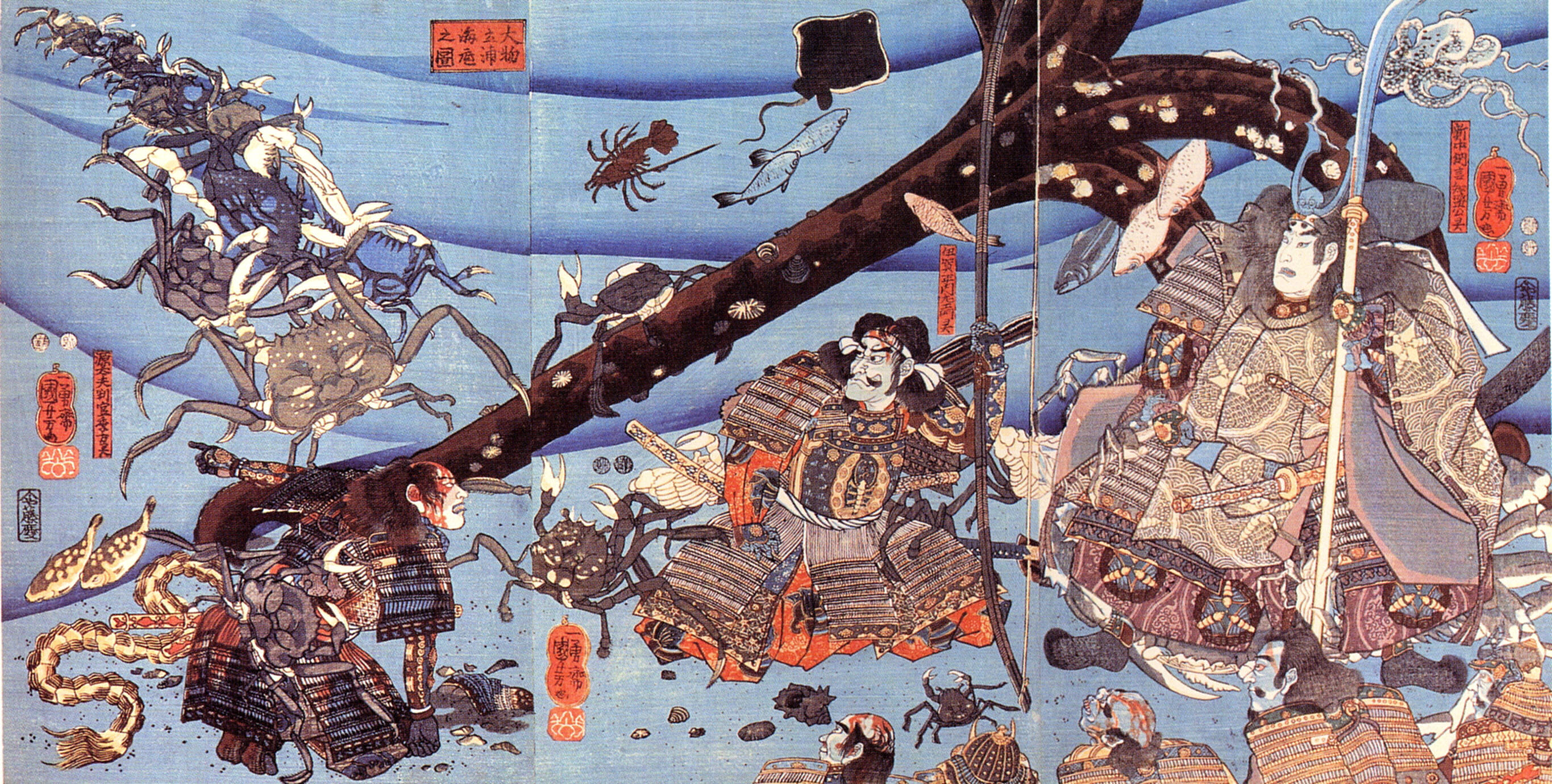
Utagawa Kuniyoshi, estampe sur bois (ukiyo-e).
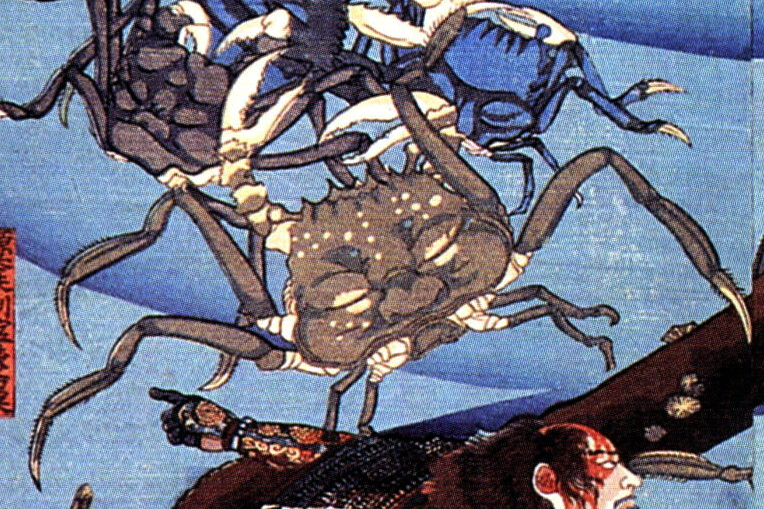
Détail de l'estampe d'Utagawa Kuniyoshi.

Les heikegani sont rarement mangés, et il est en général considéré qu'il faut les rejeter à la mer si l'on en prend. 

### Origine du motif de la carapace
Dans sa série télévisée Cosmos, Carl Sagan a utilisé les heikegani comme exemple de sélection artificielle accidentelle, une interprétation initialement proposée par Julian Huxley en 1952. Selon cette hypothèse, les pêcheurs, par respects pour les guerriers Heike, rejetaient à la mer les crabes dont les carapaces ressemblaient à des visages de samouraïs, et mangeaient les autres. Au fil du temps, cette pression évolutive sélective aurait conduit à favoriser la survie des crabes ressemblant le plus étroitement possible à un visage de guerrier. 
Cette idée ne fait cependant pas l'unanimité, comme le fait remarquer le biologiste marin Joel W. Martin. Il affirme que les humains ne pêchent pas ces crabes, et qu'il n'y a donc pas pu avoir de pression sélective favorisant un motif de carapace en forme de visage. De plus, une telle hypothèse n'est pas nécessaire pour expliquer le motif de carapace, dont les creux et reliefs répondent à un besoin purement fonctionnel, comme sites d'attachement pour les muscles. On retrouve des motifs similaires dans d'autres genres et espèces à travers le monde, y compris chez des taxons fossiles qui n'ont pu être affectés par une pression évolutive d'origine humaine. 

## Source de la traduction
- (en) Cet article est partiellement ou en totalité issu de l’article de Wikipédia en anglais intitulé « Heikegani » (voir la liste des auteurs).